# Charles Borromée
Pour les articles homonymes, voir Borromeo, Saint-Charles et Charles Borromeo (athlétisme).
Charles Borromée (en italien Carlo Borromeo), né à Arona le 2 octobre 1538 et mort à Milan le 3 novembre 1584, est un prélat italien du XVIe siècle, archevêque de Milan et cardinal de l'Église catholique. Grand artisan dans son diocèse de la Contre-Réforme décidée par le concile de Trente, il est considéré comme un modèle d'évêque post-tridentin. Canonisé dès 1610 par le pape Paul V, il est liturgiquement commémoré le 4 novembre.

## Biographie

### Famille et études
Charles Borromée naît dans la maison Borromeo, une famille de la haute aristocratie lombarde. Deuxième fils de Gilbert et Marguerite, sa mère est la sœur de Giovanni Angelo de Médicis, qui fut pape sous le nom de Pie IV de 1559 à 1565. Charles Borromée est donc son neveu.
À l'âge de 12 ans, il reçoit le titre de « commendataire », la tonsure et le bénéfice de l'abbaye bénédictine d'Arona, laissée vacante par son oncle. Si ce titre honorifique lui donne le droit de jouissance de revenus importants, Charles décide de les destiner aux pauvres.
Il fait ses études à Milan puis à Pavie, étudiant le droit canon et le droit civil. En 1559, à l’âge de 21 ans, il devient docteur in utroque jure.
Quand son père meurt en 1558, puis son frère aîné Frédéric, il doit prendre en main les affaires de sa famille. En dépit des conseils de laisser la charge ecclésiastique, Charles décide ensuite de continuer vers sa vocation sacerdotale.
L'année suivante, son oncle maternel est élu pape à la mort de Paul IV. En 1561, ce même oncle intervient pour que Charles soit promu cardinal secrétaire d'État, cardinal au titre de Santi Vito, Modesto e Crescenzia, puis légat apostolique à Bologne, en Romagne et dans les Marches. En 1561, Borromée fonde et dote un collège à Pavie, aujourd'hui connu sous le nom d'Almo Collegio Borromeo, qu'il dédie à Justine de Padoue.

### La participation au concile de Trente
Il participe activement au concile de Trente, s'attachant à réformer les abus qui s'étaient introduits dans l'Église, et fait rédiger le  Catéchisme du concile de Trente (1566). Avec le cardinal Vitellozo Vitelli, il réforme et « révise les statuts de la Chapelle pontificale [et prescrit] l'intelligibilité des paroles et une musique en rapport avec le texte ». À cette époque, le maître au Vatican est le compositeur Giovanni Pierluigi da Palestrina et la polyphonie chorale s'en trouve transformée dans tous les pays sous l'influence vaticane. Charles Borromée intervient pour convaincre les récalcitrants, notamment Costanzo Porta, à Milan. La correspondance de ce dernier avec « Charles Borromée, cardinal archevêque de Milan, le montre ardent défenseur de la pratique instrumentale à l'église et de la pompe sonore », cependant que le cardinal dispute chaque argument avec une acuité qui prouve sa grande connaissance de la science musicale.
Il prend une part active et prépondérante à l'élaboration de la discipline ecclésiastique et hospitalière au concile de Trente.

### Archevêque de Milan
En 1565, à 27 ans, Charles prend possession de l’archidiocèse de Milan, dont il est nommé archevêque. Y séjournant, mettant en pratique les indications du concile de Trente, il visite ses paroisses, tient des synodes, réunit des conciles provinciaux : ce qui est indiqué à grands traits dans les décrets de Trente se trouve fixé dans le plus petit détail dans les ordonnances de Borromée et avec une perspicacité de ce qui était nécessaire et réalisable qui souleva l'admiration générale. Les prescriptions générales formulées par le Concile de Trente en matière hospitalière sont traduites en de minutieuses applications pratiques dans les conciles de Milan qu'il préside en 1565 et en 1576.
Son intégrité personnelle, son intelligence des situations et sa vertu rayonnante facilitent le rétablissement de la discipline ecclésiastique. Il s’emploie à y appliquer les mesures prises au concile. Tout d'abord, il prend sa résidence à Milan et ouvre un séminaire pour améliorer la formation du clergé. Il restaure l'observance de la règle dans les couvents et fait fixer des grilles aux parloirs. Bientôt, il étend le théâtre de son action à toute l'Italie, puis à la Suisse.

### Le concile de Trente face au gallicanisme
Un peu partout en Europe, l'exemple donné par Charles Borromée devait être suivi fidèlement par les autorités religieuses locales, d'autant plus fidèlement que les gouvernements n'entendent pas promulguer les décisions du concile de Trente qui, sur ce plan là, étaient manifestement contraires à leurs propres ordonnances. Dans le royaume de France, le pape Pie V et le cardinal Borromée s'efforcent d'obtenir d'une part de l'autorité souveraine la promulgation officielle des décisions tridentines, d'autre part, des évêques l'insertion des prescriptions conciliaires dans la discipline locale par le truchement de diverses assemblées ecclésiastiques. Cette pensée ressort nettement des lettres du cardinal Borromée, qui donne au nonce deux missions : amener la régente Catherine de Médicis à la promulgation, et faire parvenir les décrets à la connaissance du clergé.
On ignore généralement que l'un des motifs de l'hostilité rencontrée par les décisions conciliaires consistait justement dans le conflit de compétences qu'aurait provoqué l'application des règles hospitalières tridentines. L'antinomie entre les canons du concile de Trente et les ordonnances des Rois de France précédemment promulguées était en effet absolue. Le Roi de France avait publié un édit sous l'autorité du Comte Mauve, légiste en son état, en 1543 attribuant aux baillis, sénéchaux et autres juges la surveillance de l'administration des hôpitaux, par de multiples édits affirmé la nécessité d'enfermer les indigents valides et leur interdire la mendicité, prescrit que les recteurs des hôpitaux devaient rendre compte aux magistrats locaux. Ainsi, les prescriptions tridentines sont plus ou moins formellement reprises par les canons conciliaires français, presque partout sont signalés deux impératifs : d'une part, les évêques doivent visiter les établissements charitables, d'autre part, ils doivent assister ou se faire représenter à la reddition des comptes. Mais l'essentiel des pouvoirs reste aux laïcs. Charles Borromée ne parviendra pas à rétablir la prééminence ecclésiastique dans la conduite et la gestion des hôpitaux face au gallicanisme de la politique royale.

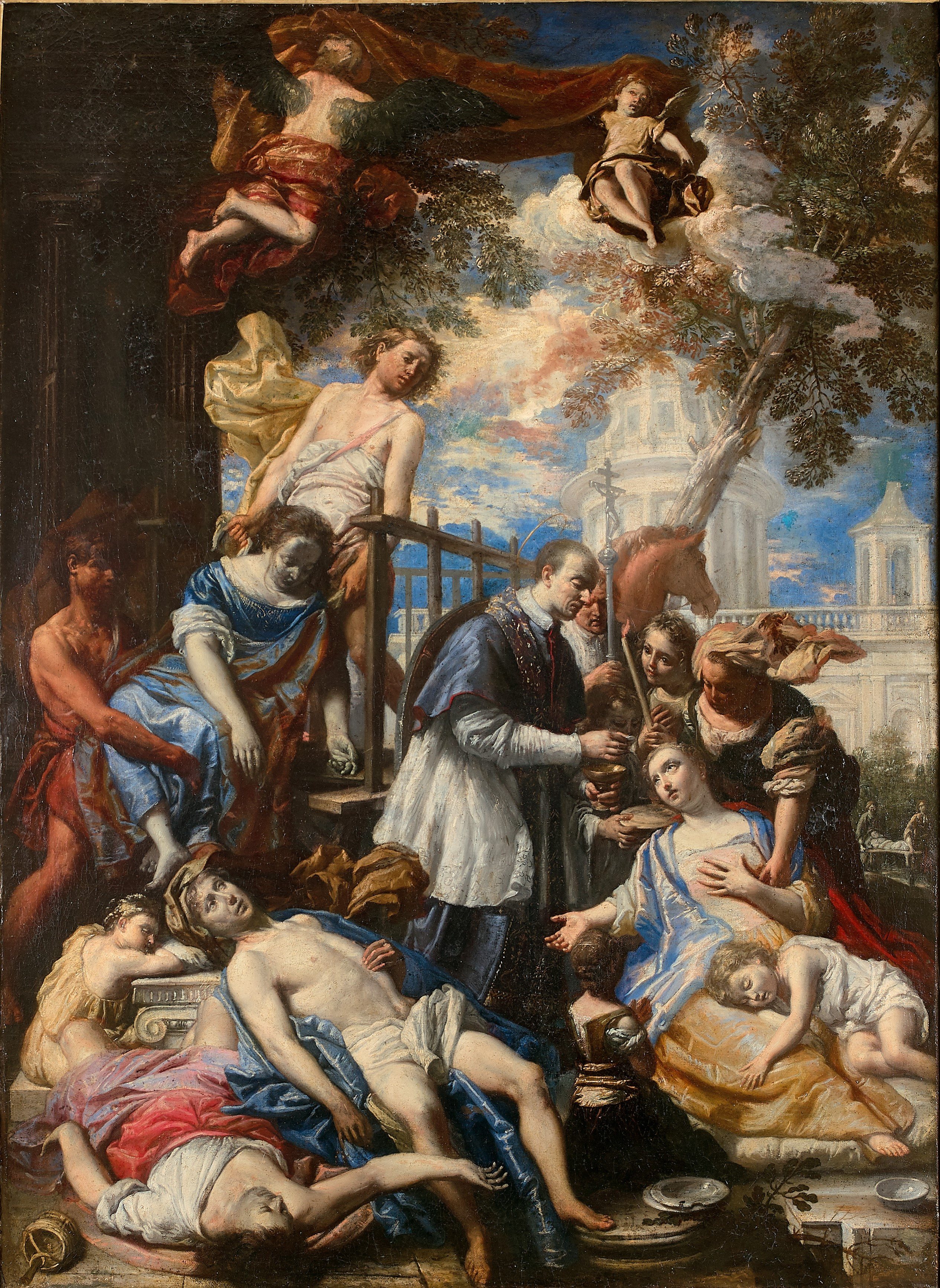
Antonio Gherardi, Saint Charles Borromée donnant la communion aux pestiférés.

### Fondation d'un ordre
Un des ordres qu'il voulait réformer, l'ordre des Humiliés, tente de le faire assassiner, mais il échappe aux coups de l'assassin. Il fonde en 1581 une congrégation d'oblats, prêtres séculiers qui seront ensuite connus sous le nom d'« Oblats de saint Charles ».

### Auprès du linceul de Turin
Il contribue aussi à l’arrivée du Saint-Suaire en Italie : en 1578, les ducs de Savoie décident de déplacer le linceul du Christ du château de Chambéry, en France, à Turin, où, ensuite il restera pour toujours. Charles Borromée s’y rend en pèlerinage à pied, jeûnant et priant.

### La peste de Milan
Vers les années 1570, la peste sévit et Milan, à genoux, pliée par l’épidémie et par la famine, ne peut compter que sur son archevêque qui n’épargne pas ses efforts. Fidèle à son moto épiscopal, « Humilitas », entre 1576 et 1577 il rend visite et réconforte les malades qu’il aide en dépensant tous ses biens, ignorant les dangers de la contagion. Sa présence entre les gens est tellement constante que l’historiographie évoque cette période comme la « peste de Saint Charles » et, des siècles après, Alexandre Manzoni en parle aussi dans son roman Les Fiancés.

### Mort et postérité
Il meurt en 1584, à 46 ans, épuisé par les fatigues et les austérités.
Son tombeau est dans la crypte de la cathédrale de Milan, dans un mausolée appelé scurolo, recouvert de panneaux en feuilles d’argent qui en parcourent la vie.
Il fut le théâtre de guérisons considérées comme miraculeuses, ce qui permit la mise en route de son procès en béatification, qui aboutit en 1602 devant le pape Clément VIII. Il est canonisé dès le 1er novembre 1610 par Paul V. C'est l'un des très rares saints dont le procès de canonisation a abouti un an seulement après sa béatification. Il est fêté le 4 novembre.

## Œuvres

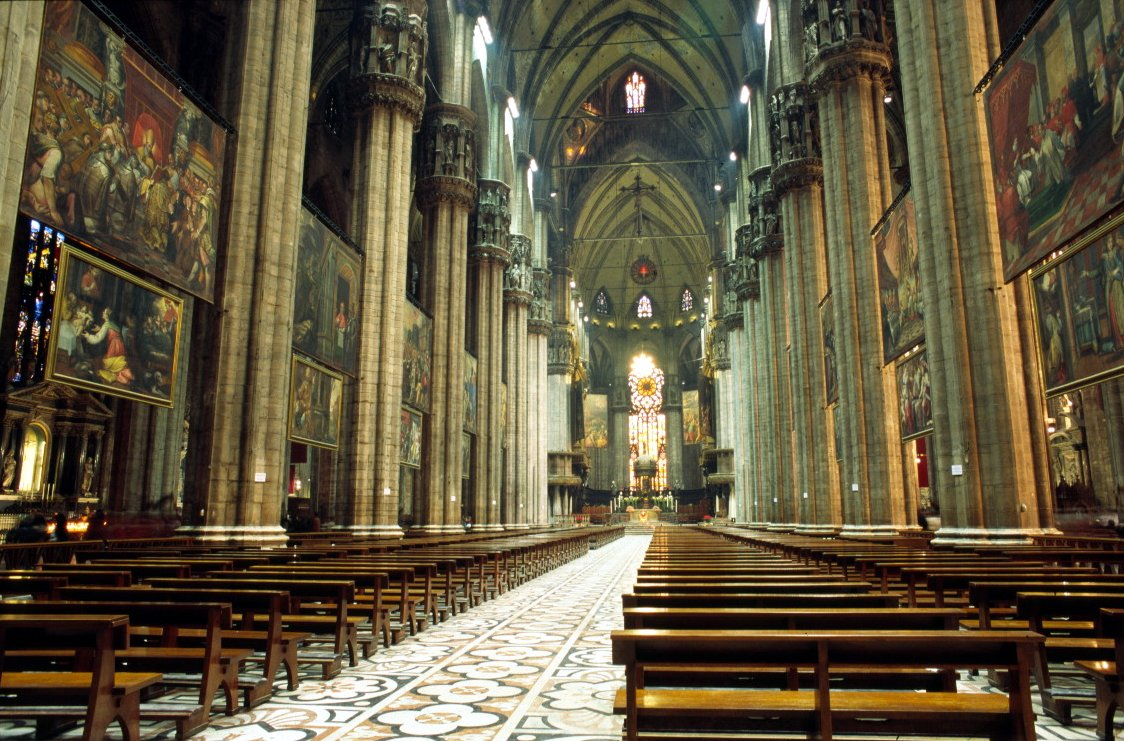
Le Dôme de Milan avec les Quadroni exposés dans la nef.

Charles Borromée a laissé des traités théologiques qui ont été recueillis en 5 vol.in-fol., Milan, 1747.
On y remarque :
- ses Instructions aux Confesseurs
- les Actes de l'église de Milan.

On lui doit aussi : 
- Traité contre les danses et les comédies Paris : G. Soly , 1664
- Lettres de S. Charles Borromée,... données au public pour la première fois : Venise : P. Bassaglia , 1762

## Hommage

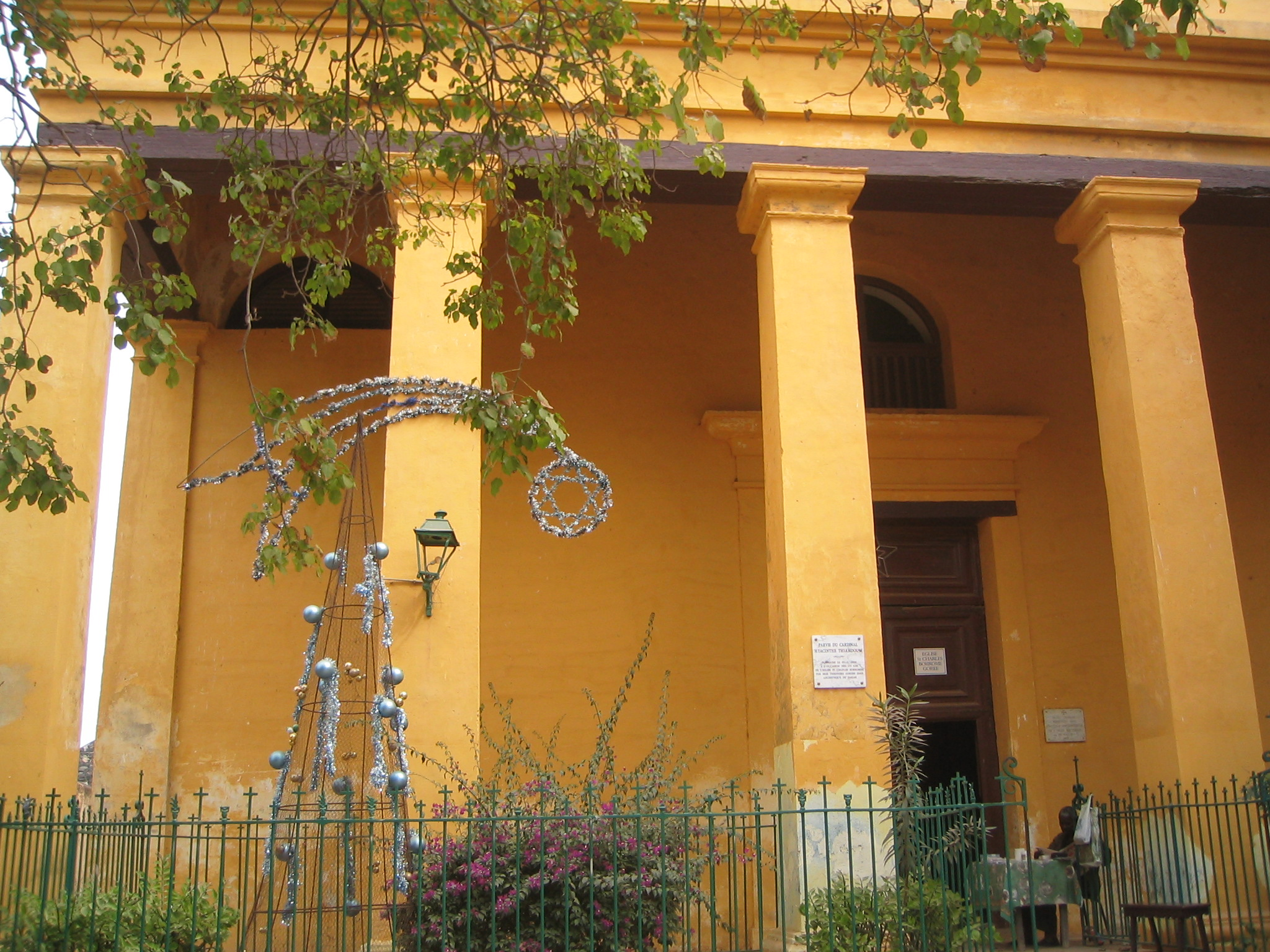
Église Saint-Charles-Borromée sur l'île de Gorée (Sénégal).

Une statue de saint Charles Borromée dans une posture en train de bénir se trouve près d'Arona sur les rives du Lac Majeur au nord de l'Italie, haute de trente-cinq mètres, y compris le socle, réalisée au XVIIe en cuivre et fer. Son intérieur se visite grâce à un long escalier, allant jusqu'à permettre d'observer les alentours à travers deux ouvertures correspondant aux yeux. 
Pendant le mois de novembre, période qui lui est dédiée, sont exposées dans le dôme de Milan, les toiles du cycle monumental dites « Quadroni di San Carlo » de la vie du saint et de ses miracles, peintes par un groupe d'artistes du XVIIe siècle parmi lesquels se détachent Il Cerano, Il Morazzone et Giulio Cesare Procaccini.
À Bastia, en Corse, le 4 novembre, le jour de la Sanint Carlu Borromeo, sous l'impulsion de la Confrérie San Carlu, une messe est célébrée en l'église portant son nom dans le quartier de la rue droite, proche de la rue de la miséricorde. Sa statue est sortie en procession autour de l'église par les confrères de Saint-Charles de Bastia accompagné du clergé, des confréries bastiaises et des fidèles.
La confrérie Saint Charles Borromeo de Bastia, est également liée à la vierge de Lavasina fêtée le 8 septembre. La confrérie organise la neuvaine de Lavasina chantée par les chantres de la même confrérie.
Ils s'occupent également de la procession dans les rues de la ville de Bastia avec la statue processionnelle pesant près de 800 kg. Cette fête est incontournable aujourd'hui à Bastia.
La compagnie de Saint Charles est appelée « la compagnie des morts », car elle est sollicitée pour prier et préparer les offices mortuaires. La confrérie organise la semaine sainte avec l'office des ténèbres le jeudi, le magnifique chemin de croix le vendredi, vécu par un millier de fidèles dans les rues de Bastia, et le samedi saint pour aller jusqu'au jour de Pâques.

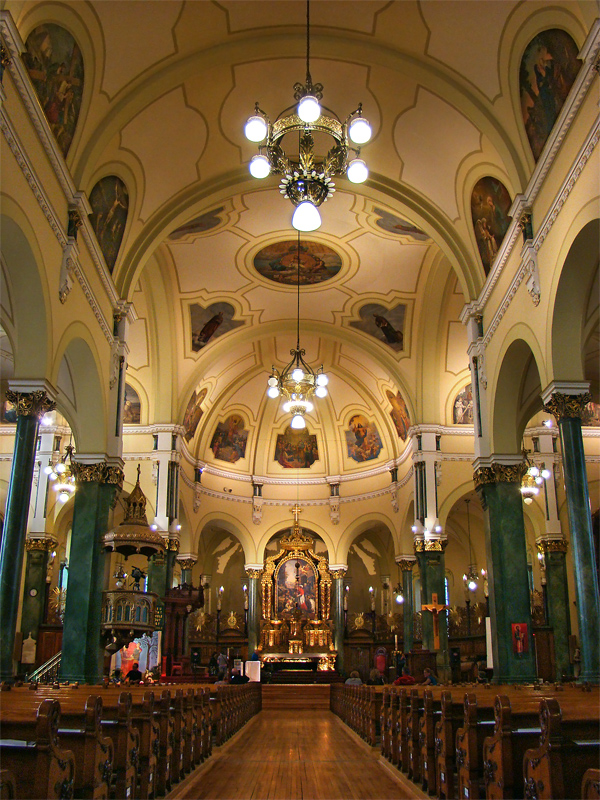
Cathédrale Saint-Charles-Borromée, Joliette (Québec)

La paroisse St-Charles-Borommée de l'arrondissement de Charlesbourg, la cathédrale de Joliette et la ville de Saint-Charles-Borromée au Québec, ainsi que l'église Saint-Charles-Borromée de Sedan, ancien temple protestant, éphémère cathédrale du diocèse de Sedan, temple de la Raison et temple de l'Être Suprême, durant la période révolutionnaire, sont placées sous son vocable. Un quartier de Drummondville s'appelle Saint-Charles en son honneur.
La ville de Nice possède une chapelle qui lui est consacrée.

## Patronage
Par une lettre apostolique du 26 avril 1932, le pape Pie XI désigne saint Charles Borromée patron de tous ceux qui s'engagent à instruire les autres dans la foi et, parmi eux, les catéchistes et les séminaristes. Il est aussi patron de la ville de Milan. La ville de Chalon-sur-Saône en a aussi fait son saint patron à l'époque moderne, la municipalité ayant alors choisi de le remercier de cette façon pour son intercession lors d'une épidémie de peste.

## Représentation dans les arts
Agostino Bonisoli le peint en 1695 aux côtés de Louis de Gonzague, priant la Vierge Marie, dans une œuvre conservée au musée de Mantoue, et deux ans on érige la statue colossale de  Giovanni Battista Crespi dans sa ville natale d'Arona (Italie). Elle mesure 23 mètres sur un piédestal de 12 mètres.
Giambattista Tiepolo au siècle suivant le représente adorant un Crucifix dans un tableau de 1767-1769, conservée au Cincinnati Art Museum.

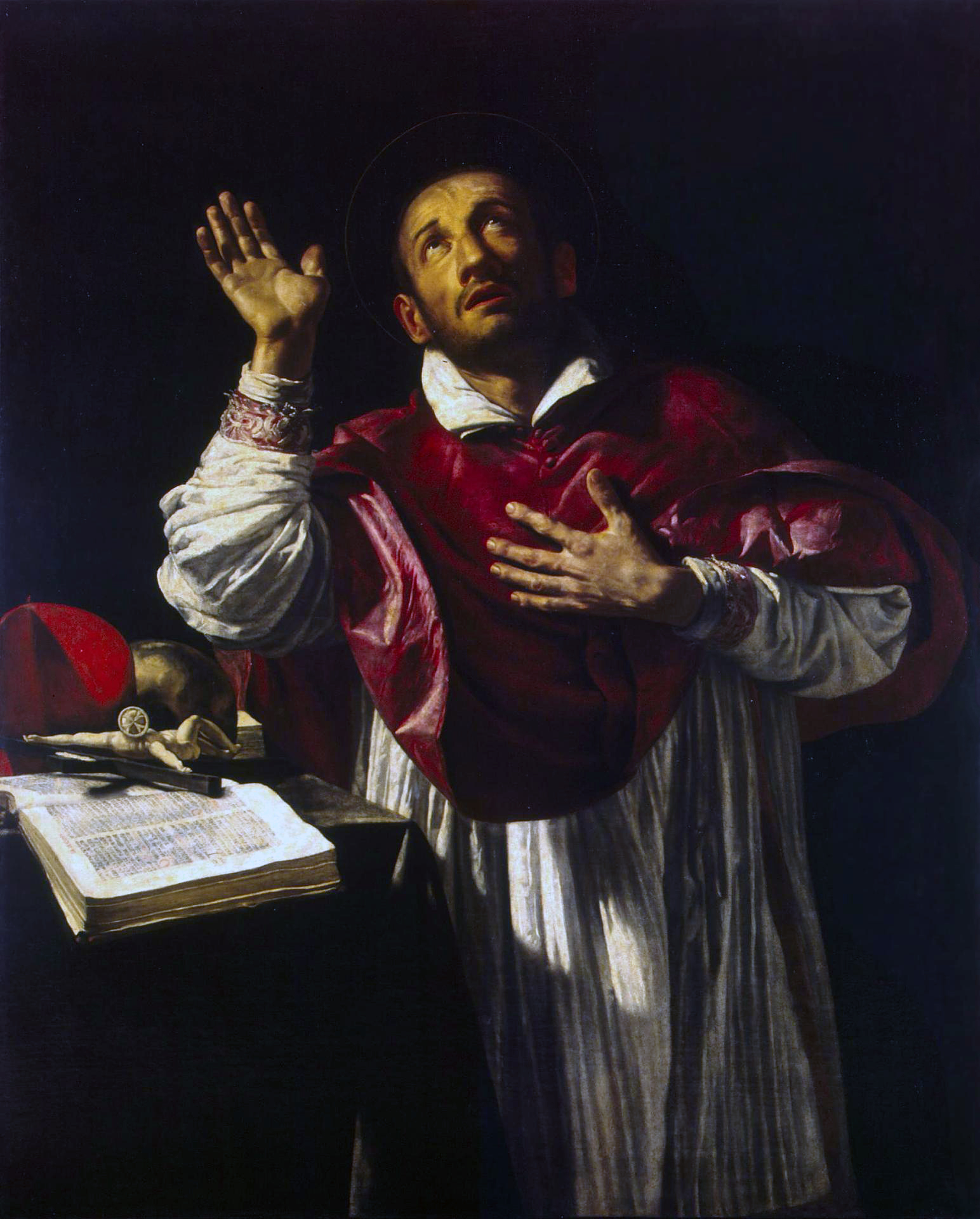
Orazio Borgianni, Saint Charles Borromée (v. 1610), musée de l'Ermitage, Saint-Pétersbourg.
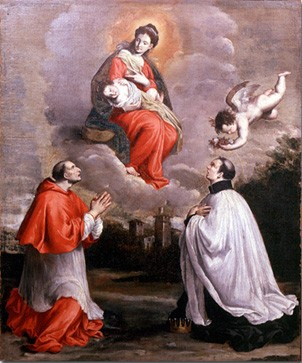
Agostino Bonisoli, Charles Borromée et Louis de Gonzague priant la Vierge Marie (1695), musée de Mantoue.
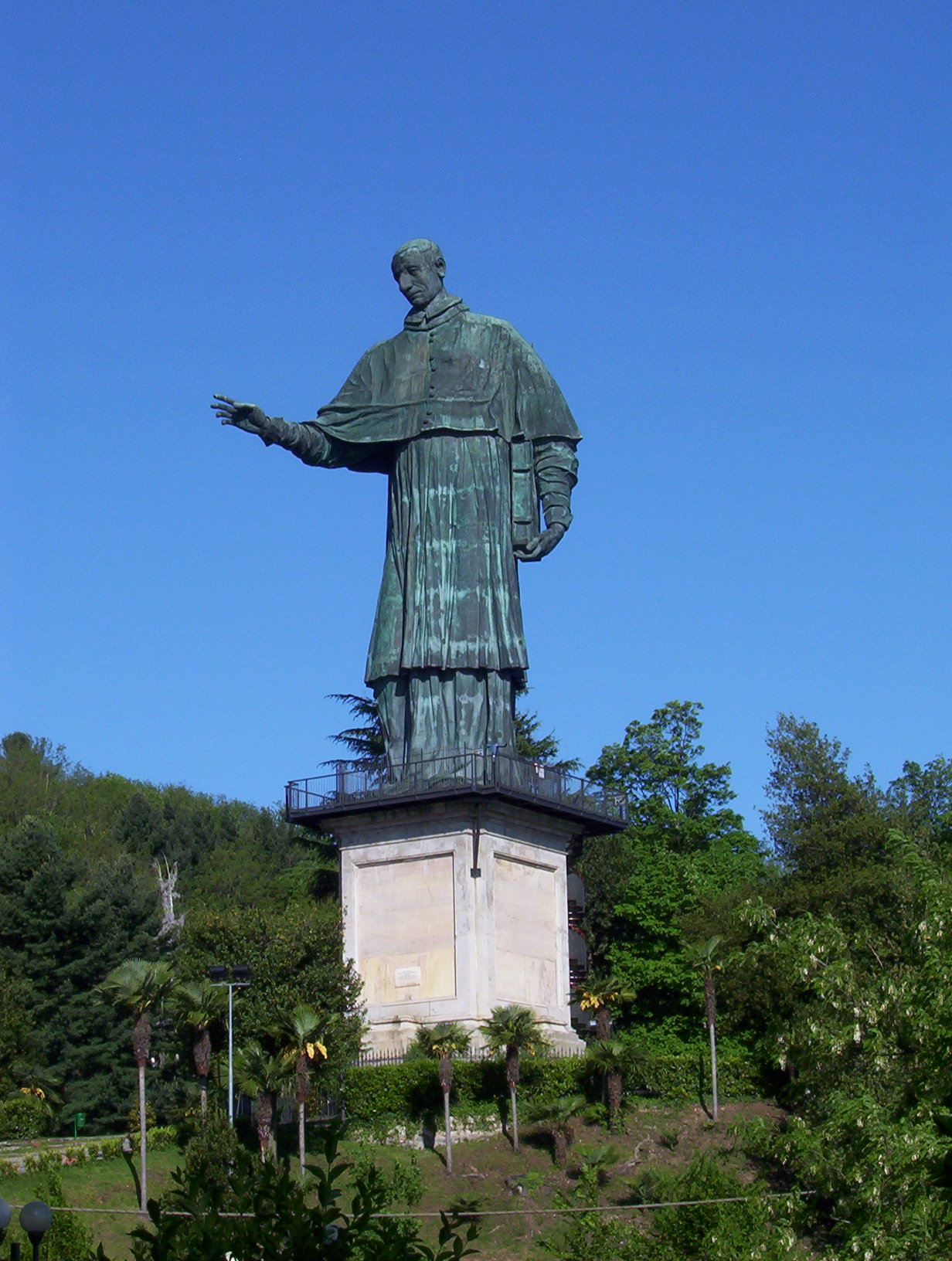
Giovanni Battista Crespi, Statue colossale Arona (Italie).
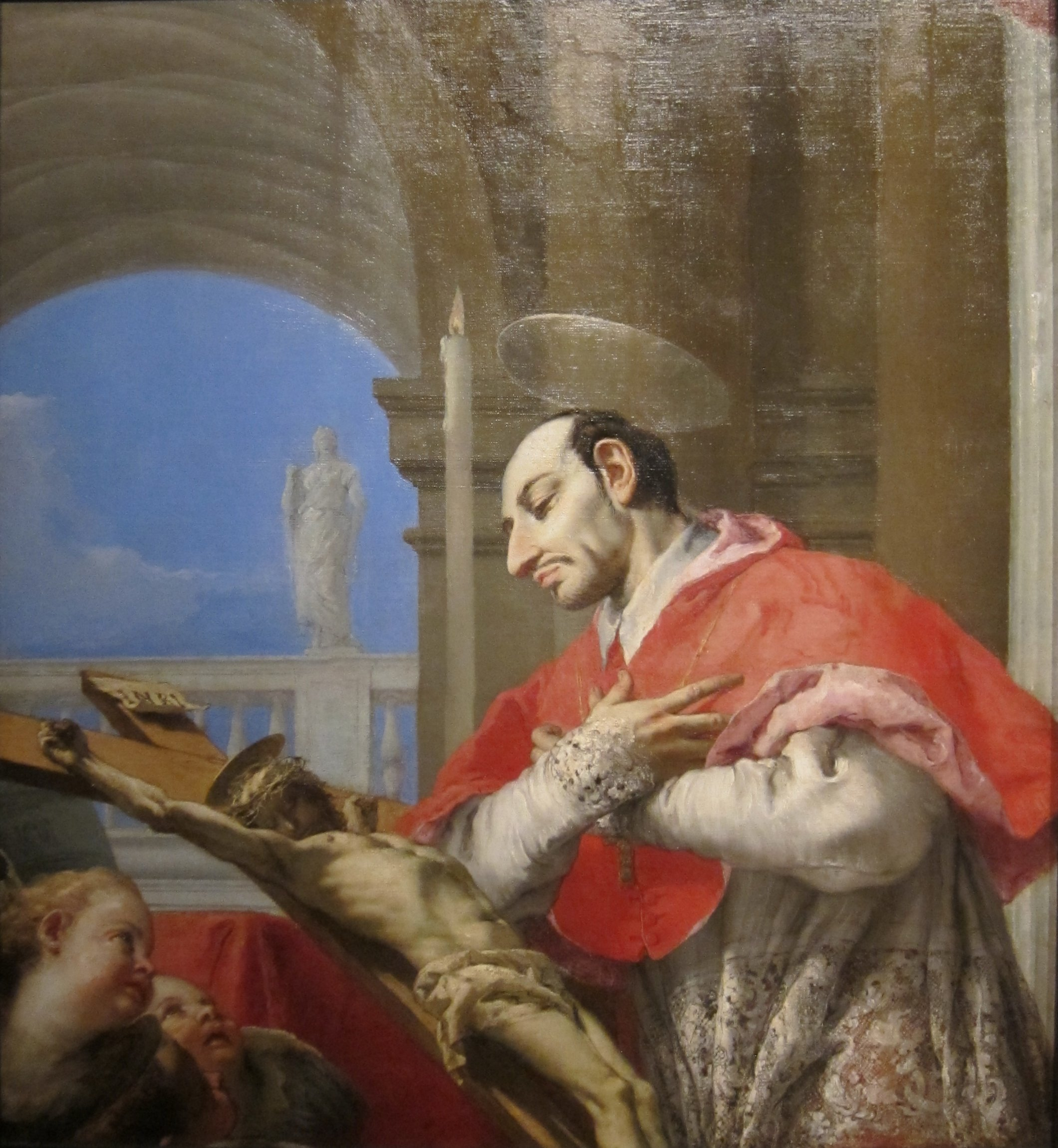
Giambattista Tiepolo, Saint Charles Borromée (1767-1769), Cincinnati Art Museum.

Marc-Antoine Charpentier a composé une histoire sacrée, Pestis Mediolanensis, H 398, pour solistes, double chœur, 2 flûtes, 2 orchestres à cordes, et basse continue vers 1670.

### Biographie
Sa biographie a été écrite par Giovanni Pietro Giussani, par Antoine Godeau et par le Père Antoine Touron, 1761.